# 丹妮尔·艾奇逊
丹妮尔·艾奇逊（英語：Danielle Aitchison，2001年8月16日—），新西兰女子田径运动员。她曾代表新西兰参加2020年夏季残疾人奥林匹克运动会田径比赛，获得一枚银牌和一枚铜牌。